# Einhornia
Einhornia is een geslacht van mosdiertjes uit de familie van de Electridae. De wetenschappelijke naam van het geslacht is voor het eerst geldig gepubliceerd door Elena A. Nikulina in 2007.

## Soorten
De volgende soorten zijn bij het geslacht ingedeeld:
- Einhornia arctica (Borg, 1931)
- Einhornia crustulenta (Pallas, 1766) = Levende steen
- Einhornia korobokkura (Nikulina, 2006)
- Einhornia moskvikvendi (Nikulina, 2008)
- Einhornia pallasae Gontar, 2011
- Einhornia venturaensis (Banta & Crosby, 1994)